# Jean-Paul Sartre
Jean-Paul Charles Aymard Sartre (ur. 21 czerwca 1905 w Paryżu, zm. 15 kwietnia 1980 tamże) – powieściopisarz, dramaturg, eseista i filozof francuski. Przedstawiciel egzystencjalizmu. Laureat Nagrody Nobla w dziedzinie literatury za rok 1964, której przyjęcia odmówił.
Sartre był czołowym przedstawicielem egzystencjalizmu ateistycznego. Pod koniec życia odszedł od egzystencjalizmu i rozwinął własną wersję socjologii marksistowskiej.
Jego ostatnim znaczącym dziełem filozoficznym jest napisana w 1960 roku Critique de la raison dialectique, w której starał się stworzyć syntezę egzystencjalizmu z marksizmem.
Jego współpracowniczką i towarzyszką życia była pisarka, feministka i filozofka Simone de Beauvoir.

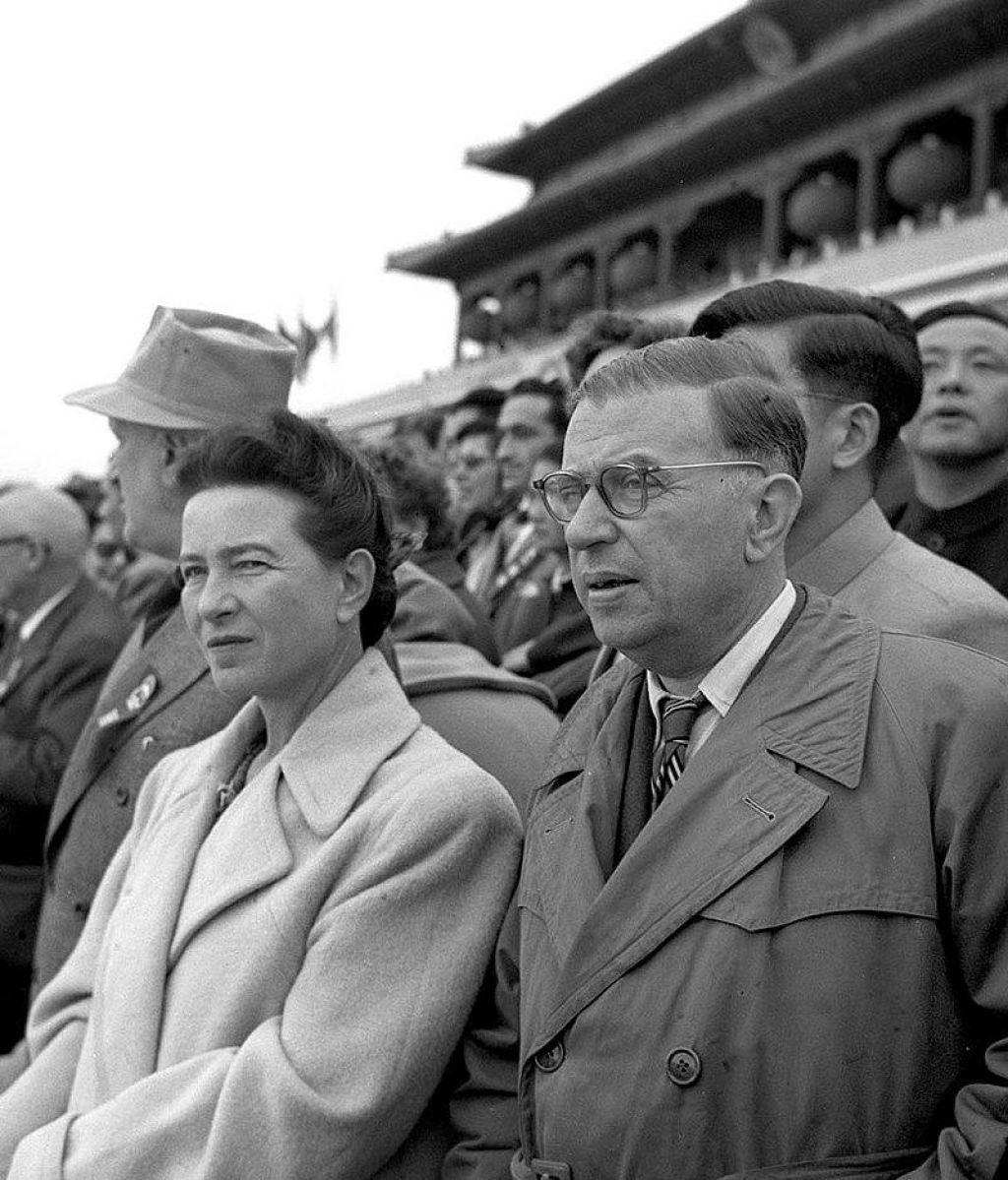
Simone de Beauvoir i Jean-Paul Sartre (1955)

## Życiorys

### Lata nauki
Jean-Paul był dzieckiem Jean-Baptiste Sartre’a, zawodowego oficera wojsk inżynieryjnych, który umarł niedługo po narodzinach syna, i Anny Marii Schweitzer pochodzącej ze znanej rodziny intelektualistów z Alzacji (jej krewnym był Albert Schweitzer). Wychowywany był przez same kobiety, które rozpieszczały go i darzyły przesadnym uwielbieniem, co, jak sam twierdzi w swojej autobiografii, wytworzyło w nim wyraźny narcyzm i bezkrytyczną wiarę w swoje możliwości. Jeszcze jako kilkuletni chłopiec odkrył w sobie ogromne zainteresowanie literaturą, w której świat został wprowadzony przez dziadka, Charles'a Schweitzera.

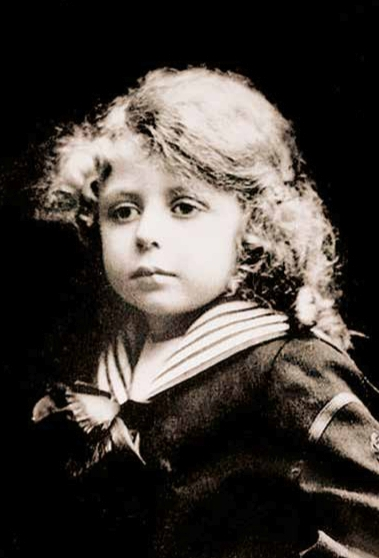
Jean-Paul Sartre (około 1910 roku)

W 1917 roku jego matka ponownie wyszła za mąż, a Sartre zaczął uczęszczać do liceum w La Rochelle; uznał później ten okres za „najgorszy w życiu” (ponieważ został wyrwany spod opieki adorujących go kobiet i utracił wyłączność na miłość matki).
W 1921 roku wrócił pod opiekę matki do Paryża, gdzie uczęszczał do liceum Henryka IV. Tam odkrył w sobie zdolności przywódcze. Był wyjątkowo uzdolniony, jednocześnie lubił prowokować i szokować otoczenie. W tym czasie zaczął pisać pierwsze opowiadania satyryczne.
Podczas studiów w elitarnej École normale supérieure w Paryżu swoim pacyfistycznym skeczem w 1927 Sartre spowodował dymisję dyrektora. Twierdził, że czytał ponad 300 książek rocznie i pisał ogromne liczby piosenek, poematów, opowiadań i powieści.
W 1927 roku Sartre startował w concours d’agrégation z filozofii; zbyt indywidualne potraktowanie zadanych tematów sprawiło, że nie znalazł się w gronie laureatów. Podczas przygotowań do powtórnego egzaminu poznał Simone de Beauvoir, w której zakochał się i którą nazywał swoją „konieczną miłością” (amour nécessaire), co nie przeszkadzało mu w nawiązywaniu licznych związków z innymi kobietami (amours contingentes). W 1929 roku Sartre i de Beauvoir zostali przyjęci do grona agrégés z filozofii (on – z pierwszą lokatą, ona z drugą).

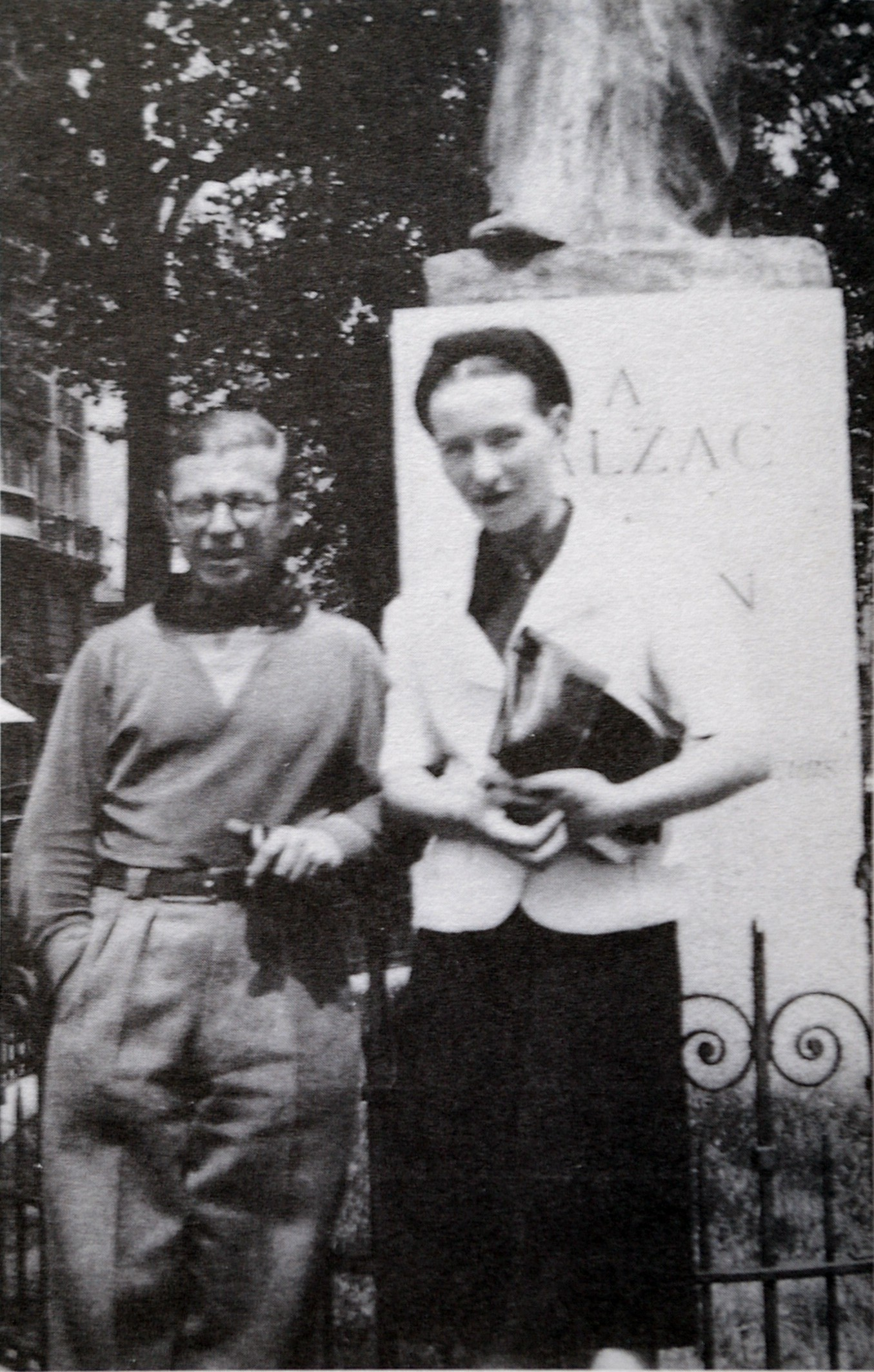
Sartre i Simone de Beauvoir pod pomnikiem Balzaca

W listopadzie 1929 rozpoczął piętnastomiesięczne szkolenie wojskowe, podczas którego uczył się meteorologii (później, w latach 1939–1941 był meteorologiem w armii francuskiej). Po odbyciu obowiązkowej służby wojskowej, Sartre zatrudnił się jako nauczyciel w Hawrze; był to dla niego bardzo trudny okres, którego świadectwem są fragmenty książki Mdłości. Charyzma zjednała mu jednak serca uczniów. Pracował następnie w Instytucie Francuskim w Berlinie, gdzie skupił się na studiowaniu fenomenologii Husserla.

### Pisarz
Pierwsza, opublikowana w 1938 roku, książka Sartre’a La Nausée (Mdłości), powieść filozoficzna i częściowo autobiograficzna, odniosła sukces. Przeniósł się do Neuilly-sur-Seine, gdzie napisał zbiór opowiadań Le Mur (Mur).
Zmobilizowany w 1939 roku, spędził bezczynny okres dziwnej wojny na pisaniu (po 12 godzin dziennie).
Podczas pierwszych walk w czerwcu 1940 dostał się do niewoli i osadzony był w obozie jenieckim w Niemczech, gdzie po raz pierwszy w życiu zaczął odczuwać solidarność z innymi ludźmi; organizował działalność kulturalną, pisał sztuki teatralne.
Dzięki fałszywemu zaświadczeniu lekarskiemu wyszedł na wolność w 1941 roku i przyjechał do Paryża. Włączył się w działalność ruchu oporu; tworzył organizację podziemną „Socjalizm i wolność”. Pod koniec wojny został zwerbowany przez Alberta Camusa do innej organizacji konspiracyjnej „Walka”. Pisał pierwsze sztuki teatralne, m.in. „Muchy” (fr. Les Mouches), „Przy drzwiach zamkniętych” (fr. Huis clos).
Po wojnie zaczął pisać artykuły do gazet (m.in. do „Le Figaro”), wyjechał do USA, gdzie przyjmowany był uroczyście jako bohater ruchu oporu.

### Filozof-egzystencjalista
Dzięki założonej w 1945 roku gazecie filozoficzno-literackiej Les Temps modernes, Sartre stał się sławnym i popularnym pisarzem i filozofem. Organizował słynne zebrania intelektualistów (m.in. Simone de Beauvoir, Maurice Merleau-Ponty i Raymond Aron) w paryskiej dzielnicy Saint Germain des Prés, podczas których propagował egzystencjalizm (dzięki niemu stał się najpopularniejszym kierunkiem filozoficznym i „subkulturą” lat 40. i 50. XX w. z własnymi kawiarniami i muzyką jazzową).
Sartre stał się zwolennikiem marksizmu, piętnował wojnę w Indochinach, „imperializm amerykański”, gaullistów i przemiany w ZSRR; domagał się Europy „neutralnej i socjalistycznej”. Jednak próba utworzenia własnej partii politycznej skończyła się niepowodzeniem i Sartre postanowił zbliżyć się do Francuskiej Partii Komunistycznej.

### Działacz polityczny
Był jednym z najdłużej wspierających ZSRR intelektualistów francuskich, racjonalizując politykę KPZR, pomniejszając znaczenie Gułagu, krytykując referat Chruszczowa i usprawiedliwiając Wielki terror jeżowszczyzny. To zresztą było jednym z głównych powodów konfliktu z Albertem Camusem, który naznaczył francuską debatę publiczną po roku 1951.
Jean-Paul Sartre był przekonany o degeneracji uosabianego przez Francję społeczeństwa burżuazyjnego co było przyczyną szerokiego i bezkrytycznego wsparcia, jakiego udzielał ZSRR i idei komunistycznej.
Rewolucja październikowa była dla niego początkiem rewolucji światowej, prowadzącej do oczyszczenia i całkowitego przebudowania stosunków społecznych. Zdecydowanie odrzucał nurty reformistyczne, oczekując nagłego przewrotu w postaci rewolucji i gloryfikując przemoc.
W wypowiedziach publicznych negował lub umniejszał wszelkie relacje odbiegające od oficjalnej propagandy ZSRR, przy czym represje skierowane przeciwko ludności cywilnej (kolektywizacja, wielki głód na Ukrainie) generalnie pomijał milczeniem jako wymierzone we wrogie klasy społeczne i naturalny element walki klasowej.
Jedynie w ostateczności w obliczu niepodważalnych dowodów zbrodni ZSRR przechodził od ich negowania i umniejszania, do ich usprawiedliwiania. Takie było w szczególności jego podejście w sprawie publikacji informacji o istnieniu Gułag-u. Jean-Paul Sartre wówczas polemizował z Camusem, twierdząc, że możemy być oburzeni lub wstrząśnięci istnieniem tych obozów (...), ale czy powinny nas zawstydzać?.
Represje komunistyczne Sartre usprawiedliwiał za pomocą „myślenia dialektycznego”.

Wobec krwawego stłumienia powstania węgierskiego w 1956 Jean-Paul Sartre skomentował działania ZSRR następująco: Jego rozpoznanie jest słuszne, nie podważają go błędy, niewiedza i słabości danej chwili. Według Sartre’a działania Związku Radzieckiego pozostają poza ocenami przez ich cel a potępianie represji komunistycznych dostarcza jedynie argumentów antykomunistom. Jedynym problemem, który dostrzegał był ich wpływ na postrzeganie komunizmu na świecie, które mogło być przez takie działania zaburzone. I konkludował: Być może jesteśmy w sytuacji, w której nie istnieje już niesprawiedliwość wobec konkretnej osoby. Sartre jeszcze w 1973 pisał: 

Władza rewolucyjna musi się pozbyć pewnej grupy ludzi, którzy jej zagrażają, a ja nie widzę innego środka niż ich zgładzenie. Z więzienia zawsze można wyjść. Rewolucjoniści z 1793 roku zapewne zabili ich niewystarczająco wielu

Sartre negował również prawo do oceniania marksizmu przez osoby, które nie utożsamiały się z jego ideami, twierdząc, że można go oceniać jedynie przez pryzmat deklaratywnych celów ideologii komunistycznej. Osoby nie przyjmujące celów marksizmu, nie rozumieją go i, jako takie, nie mają prawa go oceniać.
Sartre krytykował także Referat Chruszczowa – O kulcie jednostki i jego następstwach, argumentując, że każdy, kto informuje o terrorze i istnieniu obozów pracy przymusowej (GUŁag) w ZSRR, działa na szkodę rewolucji komunistycznej. Do historii przeszło jego sformułowanie: Nie powinniśmy odbierać nadziei robotnikom z Billancourt.
Popierał walkę narodowowyzwoleńczą w Algierii. W 1962 roku organizacja terrorystyczna OAS podłożyła bombę pod jego dom, jednak wybuch nastąpił podczas nieobecności Sartre’a.
Początkowo popierał także rewolucję kubańską, jednak później zaczął krytykować nadużycia Fidela Castro.

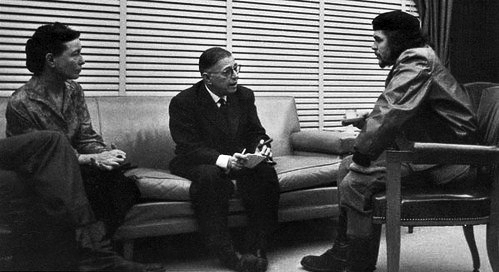
Jean-Paul Sartre (w środku) i Simone de Beauvoir (po lewej) podczas spotkania z Che Guevarą (po prawej) na Kubie, 1960

### Laureat Nagrody Nobla
W latach 60. Sartre starał się pogodzić egzystencjalizm z marksizmem w dziele Krytyka dialektycznego rozumu. Wycofywał się powoli z dyskusji filozoficznej z nowym kierunkiem – strukturalizmem; pisał książki analizujące XIX wiek i twórczość literacką Flauberta. Podupadał na zdrowiu z powodu nałogowego zażywania amfetaminy (corydrane’u) i nadużywania alkoholu. Annie Cohen-Solal stwierdziła, że filozof w ciągu typowego dnia wypalał dwie paczki papierosów i kilka fajek tytoniu, wypijał ponad litr alkoholu (wino, piwo, wódka, whisky), zażywał dwieście miligramów amfetaminy, kilka gramów barbituranów, piętnaście gramów aspiryny, również pił kawę i herbatę.
W 1964 roku głośna stała się jego odmowa przyjęcia literackiej nagrody Nobla za autobiograficzną powieść Słowa (Les Mots). Sartre uzasadnił tę decyzję tym, że żaden człowiek nie powinien być „uwieczniony” za życia. Tak samo odmówił przyjęcia Legii Honorowej i profesury w Collège de France. Te zaszczyty, zdaniem Sartre’a, „ograniczyłyby jego wolność”.

Jean-Paul Sartre (1965)

W 1966 roku dołączył do Międzynarodowego Trybunału do spraw Zbrodni Wojennych, który założył Bertrand Russell.
Przyłączył się do protestów młodzieży, studentów i intelektualistów w maju 1968 w Paryżu: agitował, organizował demonstracje, dyskutował z robotnikami i studentami. Protestował przeciwko prezydenturze Charles’a de Gaulle’a i przeciwko interwencji radzieckiej w Czechosłowacji.

### Aktywista lat 70.
Popierał studencki ruch maoistyczny, oraz różne organizacje lewicowe i feministyczne. W 1973 roku założył dziennik „Libération”.
Chociaż popierał istnienie państwa Izrael (w 1976 jedyny raz w życiu zgodził się przyjąć doktorat honoris causa Uniwersytetu w Jerozolimie), to zawsze bronił sprawy Palestyńczyków i dążył do zawarcia pokoju między Izraelczykami i Arabami.
W 1972 roku wylew krwi do mózgu pozbawił Sartre’a wzroku, ale nie zahamował jego działalności: dalej dyktował książki, artykuły, prowadził debaty, angażował się politycznie (m.in. interweniował w sprawie uwięzienia przywódcy Frakcji Czerwonej Armii – Andreasa Baadera). Apelował o uwolnienie dysydentów z ZSRR. W 1977 roku podpisał petycję do francuskiego parlamentu, wzywając do legalizacji czynów pedofilskich. W 1979 roku prosił prezydenta Francji o przyjęcie uciekinierów z Wietnamu, tzw. boat people. Pod koniec życia sam siebie określał jako anarchistę.
W wieku 75 lat Sartre zmarł na obrzęk płuc. Przed śmiercią stał się bliski swemu ostatniemu sekretarzowi, wierzącemu i praktykującemu Żydowi Benny’emu Lévy; pojawiły się w związku z tym sugestie dotyczące zbliżenia się Sartre’a do judaizmu, mimo że całe życie był ateistą.
W jednej z pierwszych jego biografii pośmiertnych pojawiła się informacja o przystąpieniu przez niego tuż przed śmiercią do sakramentu pokuty i pojednania. W kolejnym jej wydaniu informacji tej już nie zamieszczono. Jego pogrzeb na cmentarzu Montparnasse w Paryżu zgromadził ponad 50 000 ludzi.

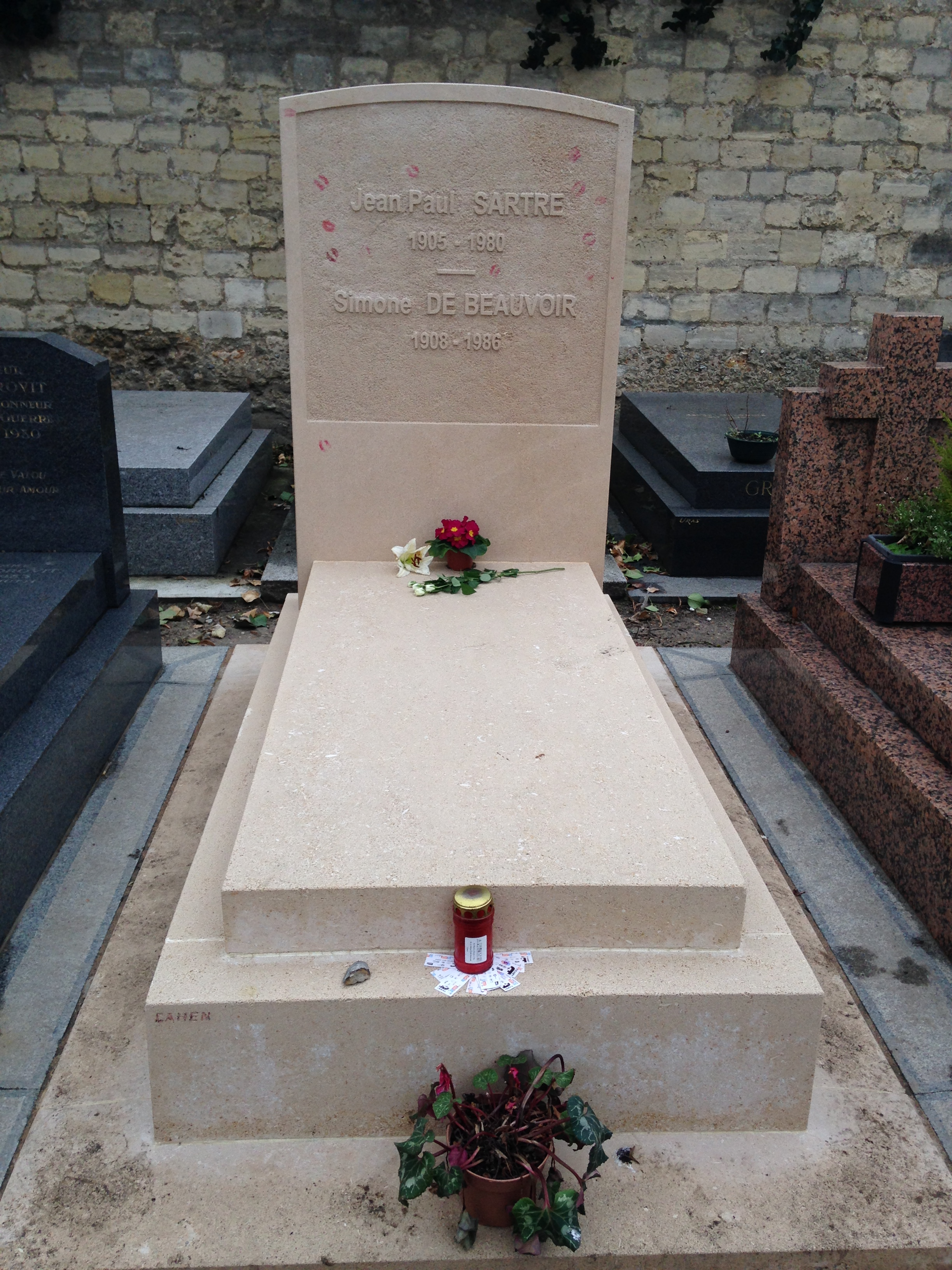
Grób Sartre’a i Simone de Beauvoir (2016)

## Zarys poglądów
W fazie początkowej, poglądy Sartre’a wpisują się w tradycję egzystencjalizmu; ten nurt filozoficzny wywodzi się bezpośrednio z XX-wiecznej fenomenologii niemieckiej, chociaż motywy charakterystyczne pojawiają się już w XIX wieku, w pismach Nietzschego i Kierkegaarda. W latach 1920–1930, egzystencjalizm reprezentowany był m.in. przez Heideggera, Jaspersa, Marcela i samego Sartre’a. Według egzystencjalizmu, i zgodnie z najbardziej znanym ze sloganów Sartre’a, „istnienie poprzedza istotę” (l’existence précède l’essence), człowiek zaś ponosi pełną odpowiedzialność za własne czyny, co może w nim wywoływać poczucie samotności, zagubienia i zagrożenia w świecie, lęku przed śmiercią.
Najsłynniejsze dzieło Sartre’a Byt i Nicość (L'être et le néant) zostało opublikowane w 1943 r. Na pierwszej stronie Sartre określił je jako „zarys ontologii fenomenologicznej”. Fenomenologia jest badaniem sposobu, w jaki rzeczy pojawiają się lub są obecne w świadomości. Nie jest ona jednak tylko prostym rejestrowaniem treści świadomości – bada jej struktury. Ontologia natomiast, stara się przede wszystkim odpowiedzieć na pytanie: co jest, jakie rodzaje rzeczy składają się na wszechświat. Ontologia fenomenologiczna bada więc związki między faktami w świecie i naszą ich świadomością.
Podstawowe pytanie Sartre’a brzmiało „Co to znaczy być istotą ludzką?”. Jego odpowiedź jest zawarta już w samym tytule „Bytu i Nicości”. Rzeczywistość ludzka składa się bowiem z dwu sposobów istnienia – bytu i nicości, zarówno bycia, jak i niebycia. Istota ludzka istnieje jednocześnie jako byt-w-sobie – rzecz lub podmiot i jako byt-dla-siebie, czyli świadomość, będąca niebytem, niebędąca więc tą rzeczą, której jest świadoma. Sartre opisuje egzystencję bytu-w-sobie (czyli zjawiska lub rzeczy) jako „nieprzenikliwą dla samej siebie (...) dlatego że jest ona wypełniona samą sobą”. Rzecz nie ma aspektów wewnętrznych i zewnętrznych – po prostu istnieje. Bytowi-dla-siebie, czyli świadomości nie przysługuje pełnia egzystencji, jest ona niebytem.
W powieści Mdłości Sartre zmusza czytelnika do uświadomienia sobie nieodpartej obecności i masywności rzeczy. Bohater – Antoine Roquetin w kolejnych epizodach z przerażeniem zdaje sobie sprawę, że jego doświadczenie jest zaburzone (stojąc na plaży podnosi kamień, którego uporczywe, przygniatające istnienie przeraża go). Opisując mdłości Roquetina – Sartre próbuje wywołać w nas odczucie nazywane przypadkowością istnienia. Gdyby spróbować zdefiniować istnienie, zasadniczą rzeczą, jaką należałoby powiedzieć, jest to, że „coś” przypadkiem jest. Nie ma nic, co poprzedzałoby istnienie i było jego przyczyną. Przypadkowość  stanowi sedno rzeczy. Możemy dostrzec absurdalność przypadkowości – niewyjaśnionego istnienia każdej rzeczy, niedorzeczność, że istnienie świata nie ma żadnego sensu. Rodzi się więc pragnienie, by byt-dla-siebie istniał pełnym bytem rzeczy istniejącej, ale był też pozbawiony przypadkowości i przerw świadomości. Nie jest to możliwe. Świadomość nigdy nie może stać się bytem, a jednocześnie pozostać świadomością. Te dwa rodzaje istnienia są odrębne.
Będąc w istocie nicością – świadomość pragnie być „efektywnie zaangażowana w świat przyszły” i właśnie na tym polega nasza ludzka wolność. Wolność też jest nicością, a doświadczamy jej gdy stajemy się świadomi, czym nie jesteśmy, i gdy dzięki temu możemy wybrać, czym będziemy w przyszłości. Ponieważ nasza wolność jest nicością, nie dokonujemy wyborów na podstawie rzeczy, są one wyborami wartości i znaczeń.
Aby wykonać jakąś czynność musimy wycofać się z naszego uczestnictwa w świecie, by zastanowić się, co nie istnieje – tę pustkę właśnie wypełnić możemy działaniem. Sartre uważa, że wybór działania jest wyborem nas samych, nie istnienia. Trzeba istnieć, żeby wybierać. Wybieramy natomiast swoją esencję – konkretny sposób przyszłego istnienia.
Wspomnianym już „sloganem” filozofii Sartre’a jest zdanie Istnienie wyprzedza istotę, i sprawuje nad nią zwierzchnictwo. Wyraża ono ideę według której jesteśmy w świecie jako rzecz i świadomość. Musimy stale „się” wybierać, zaprzeczając temu, czym jesteśmy, przenosząc to w przyszłość i wybierając siebie w przyszłości inaczej. Świadomie wybieramy siebie od nowa jako byt, który widzi czym był i kieruje się ku bytowi, którym jeszcze nie jest. Sartre nazwał to decyzją radykalną.
Sartre był czytelnikiem i krytykiem Freuda. Jego psychoanaliza egzystencjalna zmierza do zrozumienia podstawowego wyboru jednostki. Jej celem jest uświadomienie człowiekowi znaczenia jego wyboru, by mógł go zmienić, jeśli tego zapragnie. Sartre odrzuca ideę podświadomości, gdyż dla niego wybór jest tożsamy ze świadomością. Chodzi o to, że człowiek istnieje takim, jakim jest i nie ma innej przyczyny niż ta, że takim się wybrał.
Znana jest jego analiza zjawiska znanego w języku francuskim jako zła wiara (mauvaise foi) – ma wiele ona postaci (kalka, stereotyp). Człowiek przygnieciony odpowiedzialnością wyboru znaczenia i wartości dla swego życia – znajduje ucieczkę w przyjmowaniu gotowych ról dających mu znaczenie, którego nie musi sam tworzyć. Zamiast żyć jak podmiot, który doświadcza swej wolności, żyje jak przedmiot pełniący określoną funkcję. Innym razem człowiek chce zaprzeczyć temu, czym aktualnie jest (np. gdy jest niewolnikiem nałogu) podejmując jakieś zobowiązanie, ale nie dotrzymuje go. Oszukuje więc sam siebie. Dla Sartre’a żyć w złej wierze to odwracać się od swojej wolności i tworzenia własnego znaczenia.
Sartre twierdził również, że odwracamy się od wolności by uniknąć towarzyszącej jej udręki. Udrękę odczuwamy dlatego, że tam gdzie nic nie warunkuje wyboru – wszystko jest możliwe (np. to, że spacerując po skalnym występie – rzucimy się w przepaść bez żadnej wyraźnej przyczyny). Udręka i smutek nie są jednak konieczną konsekwencją wolności, może ona być źródłem radości i odwagi. Jak stwierdził – żadna doktryna nie jest bardziej optymistyczna – przeznaczenie człowieka powierzono jemu samemu.

## Dzieła
- Transcendencja Ego, zarys opisu fenomenologicznego (1936) – praca filozoficzna
- Wyobraźnia – przekład na język polski Piotra Mroza, 1998
- Mdłości (1938)
- Zarys teorii uczuć (1939) – rozprawa filozoficzna
- Mur (1939)
- Wyobrażenie. Psychologia fenomenologiczna wyobraźni (1940) – rozprawa filozoficzna
- Byt i nicość. Zarys ontologii fenomenologicznej (1943) – rozprawa filozoficzna
- Muchy (1943)
- Przy drzwiach zamkniętych (1944)
- Drogi wolności – cykl:
- 1. Wiek męski (1945)
- 2. Zwłoka (1945)
- 3. Rozpacz (1949)
- Egzystencjalizm jest humanizmem (1946)
- Niepogrzebani (1946)
- Ladacznica z zasadami (1946)
- Sytuacje (1947, 1948, 1949)
- Kości rzucone (1947) – scenariusz filmowy
- Baudelaire (1947)
- Brudne ręce (1948)
- Rozważania nad kwestią żydowską (1948)
- Diabeł i Pan Bóg (1951)
- Święty Genet, aktor i męczennik (1952)
- Kean (1954)
- Niekrasow (1956)
- Więźniowie z Altony (1959)
- Krytyka dialektycznego rozumu (1960)
- Słowa (1964) – powieść autobiograficzna